# Spjutstorps församling
Spjutstorps församling var en församling i Lunds stift och i Tomelilla kommun. Församlingen uppgick 2002 i Brösarp-Tranås församling.

## Administrativ historik
Församlingen har medeltida ursprung.  
Församlingen var till 1940 annexförsamling i pastoratet Tryde och Spjutstorp som från 1926 även omfattade Tomelilla församling. Från 1940 till 1962 var församlingen annexförsamling i pastoratet Tomelilla, Tryde och Spjutstorp. Från 1962 till 1992 var den annexförsamling i pastoratet Tranås, Onslunda och Spjutstorp, från 1992 till 2002 annexförsamling i pastoratett Brösarp, Tranås, Onslunda, Spjutstorp, Andrarum, Eljaröd och Fågeltofta. Församlingen uppgick 2002 i Brösarp-Tranås församling.

## Kyrkor
- Spjutstorps kyrka